# 1113 км (колійний пост)
1113 кіломе́тр — залізничний колійний пост Знам'янської дирекції Одеської залізниці на лінії Олійникове — Колосівка.
Розташований за кількасот метрів від села Агрономія Арбузинського району Миколаївської області між станціями Трикратне (6 км) та Південноукраїнська (8 км).
Станом на кінець квітня 2017 р. на платформі не зупиняються приміські поїзди.